# Антоновка (Ровненский район)
Антоновка (укр. Антонівка) — село в Березновской городской общине Ровненского района Ровненской области Украины.
До 2020 года входило в Березновский район.
Население по переписи 2001 года составляло 340 человек. Почтовый индекс — 34630. Телефонный код — 3653. Код КОАТУУ — 5620485702.